# Ventozelo

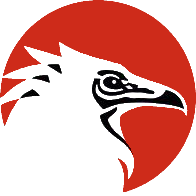
Logotipo do Parque Natural do Douro Internacional

Ventozelo é uma povoação portuguesa do Município de Mogadouro que foi sede da extinta Freguesia de Ventozelo, freguesia que tinha 23,98 km² de área e 146 habitantes (2011), e, por isso, uma densidade populacional de 6,1 hab/km².
A Freguesia de Ventozelo foi extinta (agregada) pela reorganização administrativa de 2012/2013, tendo o seu território sido agregado ao da Freguesia de Vilarinho dos Galegos para criar a Freguesia de Vilarinho dos Galegos e Ventozelo.

## População
| Totais e grupos etários | Totais e grupos etários | Totais e grupos etários | Totais e grupos etários | Totais e grupos etários | Totais e grupos etários | Totais e grupos etários | Totais e grupos etários | Totais e grupos etários | Totais e grupos etários | Totais e grupos etários | Totais e grupos etários | Totais e grupos etários | Totais e grupos etários | Totais e grupos etários | Totais e grupos etários |
| ----------------------- | ----------------------- | ----------------------- | ----------------------- | ----------------------- | ----------------------- | ----------------------- | ----------------------- | ----------------------- | ----------------------- | ----------------------- | ----------------------- | ----------------------- | ----------------------- | ----------------------- | ----------------------- |
|                         | 1864                    | 1878                    | 1890                    | 1900                    | 1911                    | 1920                    | 1930                    | 1940                    | 1950                    | 1960                    | 1970                    | 1981                    | 1991                    | 2001                    | 2011                    |
|                         | 493                     | 522                     | 507                     | 553                     | 548                     | 463                     | 511                     | 475                     | 478                     | 473                     | 332                     | 359                     | 274                     | 189                     | 146                     |
| i)                      |                         |                         |                         |                         |                         |                         |                         |                         |                         |                         |                         |                         |                         | 16                      | 9                       |
| ii)                     |                         |                         |                         |                         |                         |                         |                         |                         |                         |                         |                         |                         |                         | 16                      | 11                      |
| iii)                    |                         |                         |                         |                         |                         |                         |                         |                         |                         |                         |                         |                         |                         | 79                      | 66                      |
| iv)                     |                         |                         |                         |                         |                         |                         |                         |                         |                         |                         |                         |                         |                         | 78                      | 60                      |

```
i)
 0 aos 14 anos;
 ii)
 15 aos 24 anos; 
iii)
 25 aos 64 anos; 
iv)
 65 e mais anos	
```

## Geografia
Ventozelo encontra-se inserido no Parque Natural do Douro Internacional, e a sul de Ventozelo passa o Rio Douro.
A antiga freguesia de Ventozelo fazia fronteira com Vila de Ala a norte, com Tó a nordeste, com Vilarinho dos Galegos a oeste, com Peredo da Bemposta a este, com Masueco (Espanha) a sul.

## Património
- Igreja Paroquial da Nossa Senhora da Assunção
- Capela do Senhor da Boa Morte
- Capela do Divino Espírito Santo
- Povoado Histórico dos Carrascais
- Torre de Santo António
- Fonte da Vila
- Fonte do Carril
- Fonte do Ivoque

## História
Perto da ribeira de Santiago e das Pias ficaria um povoado datado na Idade Média, Carrascais, e está em mau estado de conservação. No local foram encontradas mós, cerâmicas e ainda uma moeda de Augusto. Muito perto deste povoado,ao pé da ribeira de Santiago, encontra-se a Igreja de Santiago, em mau estado de conservação. Não se saberá muito bem a altura em que foi construída, devido á utilização das pedras da igreja nos muros, mas talvez terá sido também na Idade Média, estando esta igreja relacionada com o povoado dos Carrascais.
A Igreja Paroquial de Nossa Senhora da Assunção terá origens medievais, apesar de com as muitas remodelações, terem vindo a desaparecer. O arco gótico na parede Sul e a cachorrada existentes são alguns dos vestígios medievais.
A Capela do Nosso Senhor da Boa Morte, poderá ser datado do séc. XVII, sendo bastante conhecida devido aos grandes fariseus que tem dento da Capela, sendo única no concelho. 
Desde 1758 que a freguesia de Ventozelo pertence ao Concelho de Mogadouro.
Em Setembro de 1816 iniciaram-se os trabalho de extração de chumbo na Mina que se localiza na freguesia de Ventozelo. Em 1823 ainda se tentou fazer a fundição de chumbo, mas com a concorrência de Espanha, com as vias de comunicação péssimas para transporte de chumbo e ainda a grande distância dos portos marítimos fez com que esta acabasse por não ser rentável. Assim, a metade do século XIX, as minas encerravam.

## Ponte Internacional
No ano de 2007, criavam-se expectativas perante a eventual construção de uma Ponte que ligasse Portugal a Espanha, com o apoio dos Presidentes de Câmara de Mogadouro, de Junta de Ventozelo, vários presidentes espanhóis entre os quais o de Masueco, e das populações.
O valor total da Ponte rondaria os 10 milhões de euros, suportado igualmente pelos dois países. Assim a Ponte ligaria a IC5 até Salamanca. Diminuiria 40km na distância de Salamanca á região mogadourense e Madrid ficaria apenas a 2 horas e meia, pouca mais do que a distância do Porto a Mogadouro, poderia diminuir o despovoamento e ainda haveria mais escoamento de comércio para ambos os lados.

## Política

### Eleições autárquicas
| Data | %       | V       | %       | V       | %     | V  | %       | V       | %   | V   |
| Data | PPD/PSD | PPD/PSD | CDS-PP  | CDS-PP  | PS    | PS | PSD-CDS | PSD-CDS | MPT | MPT |
| ---- | ------- | ------- | ------- | ------- | ----- | -- | ------- | ------- | --- | --- |
| 2001 | 37,44   | 3       |         |         | 61,61 | 4  |         |         |     |     |
| 2005 | 38,99   | 3       | 55,96   | 4       |       |    |         |         |     |     |
| 2009 | 35,14   | 3       | 9,73    | -       | 24,86 | 2  | 25,41   | 2       |     |     |
| 2013 | 52,91   | 4       |         |         | 44,32 | 3  |         |         |     |     |
| 2017 | CDS-PP  | CDS-PP  | PPD/PSD | PPD/PSD | 62,35 | 5  | 32,10   | 2       |     |     |

As eleições de 2013 e 2017 passam a ser á União de Freguesias de Ventozelo e Vilarinho de Galegos

## Festividades
- Santa Cruz (1º domingo de maio)
- Santa Bárbara (15 de agosto)
- São Vicente (fim de semana mais próximo a 22 de janeiro)

## Acessos
- EM595
  - Peredo da Bemposta - Cruzamento EM596 (Ventozelo) - Vilarinho dos Galegos - Vila dos Sinos - Vila de Ala - Santiago - N221
- EM596
  - Ventozelo - Algosinho - Lamoso - Bemposta

## Figuras Ilustres
- José Luís da Cruz, "Capitão Cruz", Presidente da Câmara Municipal de Mogadouro entre 1930-1936, onde mandou construir várias escolas no concelho, a Central Eléctrica de Mogadouro, responsável pela reconstrução dos Paços do Concelho após o incêndio em 1928. Foi ainda Provedor da Santa Casa da Misericórdia de Bragança.